# Thomas E. Gaddis
Thomas Eugene Gaddis (* 14. September 1908 in Denver, Colorado; † 10. Oktober 1984 in Portland, Oregon) war ein US-amerikanischer Schriftsteller.

## Leben
Thomas E. Gaddis arbeitete als Psychologe, Gerichtsgutachter. Außerdem unterrichtete er von 1962 bis 1965 als Hochschullehrer am Reed College.
Er arbeitete in einem Gefängnis und veröffentlichte 1955 eine Biografie über den verurteilten Mörder und späteren Ornithologen Robert Stroud.
Das mehrfach ausgezeichnete Filmdrama Der Gefangene von Alcatraz (1962) mit Burt Lancaster in der Hauptrolle basiert lose auf seiner Buchvorlage.
Seiner zweiten Biografie  über den Serienmörder Carl Panzram erschien 1970, in Zusammenarbeit mit James O. Long. Auch dieses Werk dient als Vorlage für einen Spielfilm. Das Gefängnisdrama Killer – Tagebuch eines Serienmörders mit James Woods in der Rolle des 21-fachen Mörders Panzram, erschien 1995 unter der Regie von Tim Metcalfe.
Am 10. Oktober 1984 verstarb Gaddis im Alter von 76 Jahren an den Folgen seiner Krebserkrankung.

## Werke
- Sehet die Vögel unter dem Himmel – Der Gefangene von Alcatraz (Originaltitel: Birdman of Alcatraz - The Story of Robert Stroud). Aus dem Englischen von Gottfried Beutel. Bechtle, Esslingen 1956, DNB 451417399.
- Killer. A Journal of Murder. Macmillan, New York 1970.